# Investor AB
Investor AB er et svensk investeringsselskab, oprettet i 1916, som helt fra begyndelsen har været kontrolleret af familien Wallenberg gennem de såkaldte Wallenbergstiftelserna, som er hovedejere af selskabet. Selskabet ejer en kontrollerende aktiepost i adskillige store svenske selskaber og mindre andele i et antal andre firmaer. I 2006 havde det en markedsværdi på 119 mia. s.kr. I øjeblikket er Investors finansielle position stærk, og det er næsten gældfrit.

## Nøgle-oplysninger
31. december 2004
- Børsnoterede besiddelsers markedsværdi:88,91 mia. s.kr
- Ikke børsnoterede besiddelsers markedsværdi: 16,62 mia. s. kr.("nye investeringer, unoterede" + "andre" (formodentligt unoterede værdipapirer), 9,56 + 7,05)

15. oktober 2006
- Firmaets aktier sælges 25 % billigere end den totale værdi af dets aktiver. En mulig forklaring er selskabets praksis med at udstede 'dobbelt-klasse' aktier til Wallenberg- familien, som kun ejer 21,7 % af selskabet, men kontrollerer 46,6 %,- ved at have aktier med flere stemmer.
- 16 % af Investors nettoværdi udgøres af unoterede ('private equity') investeringer. Disse omfatter del-ejerskab af EQT og Investor Capital Partners, et Hong Kong-baseret datterselskab.

## Investeringer
- ABB – kraft- og automatiseringsteknologi (7.5% ejerandel, 7.5% stemmeret)
- Atlas Copco – industrielt værktøj og udstyr (15% ejerandel, 21% stemmeret)
- Astra Zeneca – farmaceutisk (2.5% ejerandel, 2.5% stemmeret)
- Electrolux – forbruger udstyr (11% ejerandel, 28% stemmeret)
- Ericsson – telekommunikation (4% ejerandel, 19% stemmeret)
- Husqvarna – Automatisering, kædesav- og symaskine fabrikant (10% ejerandel, 29% stemmeret)
- IBX – Formidler af effektiv indkøbsløsninger og services
- OMX – Nordisk værdipapir børs (11% ejerandel, 11% stemmeret)
- Saab – fly og militær teknologi (20% ejerandel, 37.5% stemmeret)
- SEB – bankvirksomhed (18% ejerandel, 18.5% stemmeret)
- Bredbandsbolaget (BBB) – en bredbånds- og telefoniudbyder. Denne var i begyndelsen i vanskeligheder men blev solgt i 2005 til Telenor med fortjeneste.
- 3 Scandinavia (3. generations mobiltelefoni services). Et joint venture med Hutchison Whampoa. I 2008 vil Wallenbergerne have investeret 8-10 mia. s.kr for deres 40% ejerandel.
- Investor Growth Capital (som finansierer nystartede virksomheder indenfor health care og teknologi i USA.
- Novare – et vikarbureau.
- Grand Hôtel i Stockholm.

## Tidligere besiddelser
- Saab Automobile – købt af General Motors
- Scania – solgte en del af sin ejerandel til Volkswagen AG i 2000, og resten i marts 2008. [1]
- WM-data – IT services (Solgt i august 2006)
- Gambro – afnoteret fra Stockholmsbörsen den 19. juli 2006[2] og indgår nu i Investors såkaldte operative investeringer.[3]